# Little French Songs
Albums de Carla Bruni
Comme si de rien n'était
(2008)
Singles
1. Chez Keith et Anita
Sortie : 1er mars 2013
2. Mon Raymond
Sortie : 29 avril 2013
3. Mon Raymond
Sortie : 28 juin 2013
4. J'arrive à toi
Sortie : 18 novembre 2013

Little French Songs est le quatrième album studio de l'auteur-compositrice-interprète française Carla Bruni. Il sort le 1er avril 2013.
L'album, en France, a été publié en trois éditions :
- édition standard en CD audio avec onze titres ;
- édition limitée (ou deluxe) en CD audio / Blu-Ray audio / DVD avec les onze titres de l’édition standard, deux titres bonus (l'ordre des chansons diffère de l’édition standard) et cinq vidéos musicales en versions acoustiques ;
- édition spéciale Fnac, en vinyle avec les onze titres de l’édition standard.

L'album s'est écoulé à 200 000 exemplaires dans le monde et a reçu un disque de platine en France.

## Liste des pistes
| 1.  | J'arrive à toi      | Carla Bruni                               | 3:01 |
| 2.  | Chez Keith et Anita | Carla Bruni                               | 2:58 |
| 3.  | Prière              | Carla Bruni                               | 3:23 |
| 4.  | Mon Raymond         | Carla Bruni, Julien Clerc                 | 3:06 |
| 5.  | Dolce Francia       | Charles Trenet, adaptation de Carla Bruni | 3:53 |
| 6.  | Pas une dame        | Carla Bruni                               | 2:55 |
| 7.  | Darling             | Carla Bruni                               | 3:18 |
| 8.  | La Valse posthume   | Carla Bruni, Frédéric Chopin              | 2:23 |
| 9.  | Little French Song  | Carla Bruni                               | 2:54 |
| 10. | Liberté             | Carla Bruni                               | 3:35 |
| 11. | Le Pingouin         | Carla Bruni                               | 2:17 |

| 1.  | J'arrive à toi            | Carla Bruni                               | 3:01 |
| 2.  | Mon Raymond               | Carla Bruni, Julien Clerc                 | 3:06 |
| 3.  | Prière                    | Carla Bruni                               | 3:23 |
| 4.  | Pas une dame              | Carla Bruni                               | 2:55 |
| 5.  | Dolce Francia             | Charles Trenet, adaptation de Carla Bruni | 3:53 |
| 6.  | Chez Keith et Anita       | Carla Bruni                               | 2:58 |
| 7.  | Darling                   | Carla Bruni                               | 3:18 |
| 8.  | La Valse posthume         | Carla Bruni, Frédéric Chopin              | 3:16 |
| 9.  | La Blonde exquise (bonus) | Carla Bruni                               | 3:07 |
| 10. | Liberté                   | Carla Bruni                               | 3:35 |
| 11. | Little French Song        | Carla Bruni                               | 2:54 |
| 12. | Lune (bonus)              | Carla Bruni                               | 3:10 |
| 13. | Le Pingouin               | Carla Bruni                               | 2:17 |

| 1. | J'arrive à toi      | Carla Bruni               |  |
| 2. | Mon Raymond         | Carla Bruni, Julien Clerc |  |
| 3. | Chez Keith et Anita | Carla Bruni               |  |
| 4. | Liberté             | Carla Bruni               |  |
| 5. | Little French Song  | Carla Bruni               |  |

## Chansons
L'album comporte une adaptation, en italien, de la chanson Douce France de Charles Trenet.
La chanson Le pingouin serait une référence à François Hollande.

## Réception
Télérama estime que cet album est meilleur que les deux précédents, mais que « plusieurs de ses chansons, hélas, brouillent l'écoute et l'image du personnage. ».